# Глубокий Ручай
Глубокий Ручай (біл. вёска Глыбокі Ручай) — село в складі Мядельського району Мінської області, Білорусь. Село підпорядковане Нарачанській сільській раді, розташоване в північній частині області.